# Натаниэль Гриффит Леротоли
Натаниэль Гриффит Леротоли (сесото Letsie) (1870 – 23 июня 1939) – пятый верховный вождь Басутоленда (современное Лесото). Командор ордена Британской империи.

## Биография
Был сыном вождя Леротоли. Унаследовал власть в 1913 году после того как умерли его старший брат – верховный вождь Летсие II и его сын Тау.
Еще в 1912 году принял католическую веру, таким образом став первым в Лесото монархом-католиком. С тех пор все его преемники тоже являются католиками.
Натаниэль Гриффит был первым верховным вождем Басутоленда посетивший Великобританию.
Умер в 1939 году, после чего власть унаследовал его племянник Саймон Сиисо.